# Ontdekker

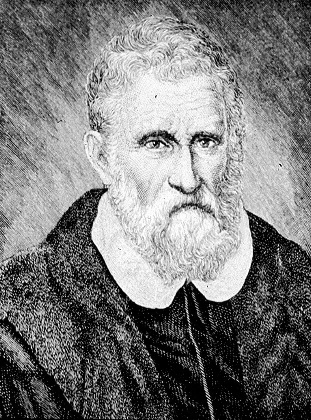
De ontdekker Marco Polo

Een ontdekker is iemand die iets ontdekt wat al wel bestond, maar nog niet gevonden of bekend was. Zijn werk en het gevonden object worden ontdekking genoemd.
Voorbeelden zijn:
- Ontdekkers van een (in het land van herkomst van de ontdekker) onbekend land. Van de 16e eeuw tot de 18e eeuw waren er veel ontdekkingsreizen. Vaak hadden de "ontdekte" landen al inwoners.
- Ontdekkers van een onbekende dier- of plantensoort.
- Ontdekkers van een delfstof.

Men spreekt ook van een ontdekking als iets gevonden wordt wat bij sommige mensen al bekend was. Een voorbeeld is een spion die ontdekt welke plannen de vijand heeft.
Er is geen scherp verschil tussen een ontdekking en een uitvinding. De begrippen worden in het spraakgebruik door elkaar gebruikt. Het is nogal filosofisch om een verschil te maken tussen dingen die al dan niet "ergens" al zijn maar nog niet ontdekt zijn.